# Бабич Ярослава Віталіївна
Яросла́ва Віта́ліївна Ба́бич (нар. 24 липня 1976, Кропивницький) — українська поетеса.

## Життєпис
Народилася 24 липня 1976 року в м. Кіровоград (нині Кропивницький) у родині учителів. Закінчила Кіровоградську гімназію № 5 імені Т.Г. Шевченка. Відвідувала заняття обласної літературної студії «Степ», де виступала з творчими звітами. Ще школяркою дебютувала як поетеса в журналах «Піонерія», «Однокласник» (1989), газеті «Кіровоградська правда» (1992).
Вступила на навчання до університету «Києво-Могилянська Академія». По закінченні другого курсу виборола конкурс для подальшого навчання в коледжі Франкліна і Маршала в штаті Пенсільванія (США, 1996-2000), де отримала ступінь бакалавра з філософії та економіки.
З 2000 по 2001 р. працювала у банку м. Медісон (штат Вісконсин). У 2001 р. вступила до університету Джорджа Вашингтона в столиці США на спеціальність «Міжнародна економіка».
2010 р. захистила докторську дисертацію з питань світового економічного розвитку в його залежності від політичного устрою різних країн. Працює в англомовній Міжнародній школі економіки при Тбіліському університеті.
Автор поетичних збірок «За русявим морем», «Діалоги на осінніх дахах»; перекладів з англійської, французької та німецької мов.
Лауреат І Республіканського конкурсу «Таланти твої, Україно» (1991), Міжнародного літературного конкурсу «Гранослов».
Член Національної спілки письменників України (1998).
Мешкає у Тбілісі (Грузія).